# Rennrodel-Weltmeisterschaften 1996
Die Rennrodel-Weltmeisterschaften 1996 fanden in Altenberg in Deutschland statt.

## Einsitzer der Frauen
| Platz | Land | Sportlerin          | Zeit |
| ----- | ---- | ------------------- | ---- |
| 1     | GER  | Jana Bode           |      |
| 2     | GER  | Susi Erdmann        |      |
| 3     | ITA  | Gerda Weißensteiner |      |

Weitere Reihenfolge
| Platz | Sportlerin          | Land |
| ----- | ------------------- | ---- |
| 4     | Angelika Neuner     | AUT  |
| 5     | Cammy Myler         | USA  |
| 6     | Andrea Tagwerker    | AUT  |
| 7     | Natalie Obkircher   | ITA  |
| 8     | Sylke Otto          | GER  |
| 9     | Doris Neuner        | AUT  |
| 10    | Sonja Manzenreiter  | AUT  |
| 11    | Gabriele Kohlisch   | GER  |
| 12    | Lilia Ludan         | UKR  |
| 13    | Mária Jasenčáková   | SVK  |
| 14    | Natalia Jakuschenko | UKR  |
| 15    | Anna Orlova         | LVA  |
| 16    | Eriko Yamada        | JPN  |
| 17    | Jodi Hayes          | CAN  |
| 18    | Debora Bergeson     | CAN  |
| 19    | Anita Zamuele       | LVA  |
| 20    | Anne Abernathy      | ISV  |
| 21    | Markéta Jeriová     | CZE  |
| 22    | Sarka Krkoskova     | CZE  |
| 23    | Shino Yanagisawa    | JPN  |
| 24    | Helen Novikov       | EST  |
| 25    | Lee Yi-fang         | TPE  |

## Einsitzer der Männer
| Platz | Land | Sportler     | Zeit |
| ----- | ---- | ------------ | ---- |
| 1     | AUT  | Markus Prock |      |
| 2     | GER  | Georg Hackl  |      |
| 3     | GER  | Jens Müller  |      |

Weitere Reihenfolge
| Platz | Sportler             | Land |
| ----- | -------------------- | ---- |
| 4     | Armin Zöggeler       | ITA  |
| 5     | Wilfried Huber       | ITA  |
| 6     | Gerhard Gleirscher   | AUT  |
| 7     | Wendel Suckow        | USA  |
| 8     | Norbert Huber        | ITA  |
| 9     | Duncan Kennedy       | USA  |
| 10    | Alexander Bau        | GER  |
| 11    | Markus Schmidt       | AUT  |
| 12    | Richard Walden       | SWE  |
| 13    | Karsten Albert       | GER  |
| 14    | Mark Grimmette       | USA  |
| 15    | Markus Kleinheinz    | AUT  |
| 16    | Clay Ives            | CAN  |
| 17    | Mikael Holm          | SWE  |
| 18    | Reinhold Rainer      | ITA  |
| 19    | Larry Dolan          | USA  |
| 20    | Oleg Jermolin        | RUS  |
| 21    | Bengt Walden         | SWE  |
| 22    | Albert Demtschenko   | RUS  |
| 23    | Anders Söderberg     | SWE  |
| 24    | Alexander Subkow     | RUS  |
| 25    | Sandris Bērziņš      | LVA  |
| 26    | Walter Corey         | CAN  |
| 27    | Shigeaki Ushijima    | JPN  |
| 28    | Guntis Rēķis         | LVA  |
| 29    | Harald Rolfsen       | NOR  |
| 30    | Spyros Pinas         | GRC  |
| 31    | Miloslaw Zajic       | CZE  |
| 32    | František Pekar      | CZE  |
| 33    | Radim Lanca          | CZE  |
| 34    | Paul Hix             | GBR  |
| 35    | Martin Duchek        | CZE  |
| 36    | Keith Yandell        | GBR  |
| 37    | Manfred Heinzelmaier | BEL  |
| 38    | Ion Cristian Stanciu | ROU  |
| 39    | Adam Cook            | NZL  |
| 40    | Andrus Paul          | EST  |
| 41    | Piotr Orsłowski      | POL  |
| 42    | Marek Sade           | EST  |
| 43    | Robert Mieszała      | POL  |
| 44    | Igor Špirić          | BIH  |
| 45    | Collin Binge         | GBR  |
| 46    | Tony Laats           | EST  |
| 47    | Yonghyun Nam         | KOR  |
| 48    | Hyun Jeong           | KOR  |
| 49    | Sun Sik Park         | KOR  |
| DNF   | Reto Gilly           | CHE  |
| DNF   | Ismar Biogradlić     | BIH  |

## Doppelsitzer der Männer
| Platz | Land | Sportler                                   | Zeit |
| ----- | ---- | ------------------------------------------ | ---- |
| 1     | AUT  | Tobias Schiegl, Markus Schiegl             |      |
| 2     | USA  | Chris Thorpe, Gordy Sheer                  |      |
| 3     | ITA  | Gerhard Plankensteiner, Oswald Haselrieder |      |

Weitere Reihenfolge
| Platz | Sportler                             | Land |
| ----- | ------------------------------------ | ---- |
| 4     | Albert Demtschenko, Semjon Kolobajew | RUS  |
| 5     | Kurt Brugger, Wilfried Huber         | ITA  |
| 6     | Yves Mankel, Thomas Rudolph          | GER  |
| 7     | Stefan Krauße, Jan Behrendt          | GER  |
| 8     | Norbert Leimegger, Norbert Harrasser | ITA  |
| 9     | Steffen Skel, Steffen Wöller         | GER  |
| 10    | Danil Tschaban, Alexander Subkow     | RUS  |
| 11    | Ioan Apostol, Constantin-Liviu Cepoi | ROU  |
| 12    | Christian Niccum, Matt McClain       | USA  |
| 13    | Oleh Avdieiev, Danylo Panchenko      | UKR  |
| 14    | Roberts Suharevs, Dairis Leksis      | LVA  |
| 15    | Markus Fluckinger, Hannes Egger      | AUT  |
| 16    | Ihor Urbanskyj, Andriy Mukhin        | UKR  |
| 17    | František Pekař, Miloslaw Zajic      | CZE  |
| 18    | Laurentin Borosoiu, Toma Bobea       | ROU  |
| DNF   | Piotr Orsłowski, Robert Mieszała     | POL  |

## Teamwettbewerb
| Platz | Land | Sportler | Zeit |
| ----- | ---- | --- | ---- |
| 1     | AUT  | Markus Prock Markus Schmidt Angelika Neuner Andrea Tagwerker Tobias Schiegl Markus Schiegl                    |      |
| 2     | GER  | Georg Hackl Jens Müller Jana Bode Gabriele Kohlisch Stefan Krauße Jan Behrendt                                |      |
| 3     | ITA  | Wilfried Huber Armin Zöggeler Natalie Obkircher Gerda Weißensteiner Gerhard Plankensteiner Oswald Haselrieder |      |

Weitere Reihenfolge
| Platz | Land       |
| ----- | ---------- |
| 4     | USA        |
| 5     | Lettland   |
| 6     | Ukraine    |
| 7     | Tschechien |
| 8     | Russland   |
| 9     | Schweden   |
| 10    | Polen      |
| 11    | Slowakei   |
| 12    | Estland    |
| 13    | Rumänien   |

## Medaillenspiegel
| Platz | Land               | Gold | Silber | Bronze | Gesamt |
| ----- | ------------------ | ---- | ------ | ------ | ------ |
| 1     | Österreich         | 3    | 0      | 0      | 3      |
| 2     | Deutschland        | 1    | 3      | 1      | 5      |
| 3     | Vereinigte Staaten | 0    | 1      | 0      | 1      |
| 4     | Italien            | 0    | 0      | 3      | 3      |